# Mk.III (лёгкий танк)
Light Tank Mk III — лёгкий танк Великобритании межвоенного периода. Было построено 42 танка.

## Описание
Конструкция танка была позаимствована у его предшественника: лёгкого танка Mk II. Изменения претерпела только конструкция башни: её ширина была уменьшена. На ней размещались «выходы» системы вентиляции.
Отдельное внимание уделялось проработке системы охлаждения, ведь предполагалось, что танк будет отправлен в Индию.
Главное вооружение танка составлял 7,7-миллиметровый пулемёт «Виккерс» с водяным охлаждением.
На танке устанавливался 85-сильный 6-цилиндровый двигатель Ролс-ройс с водяным охлаждением.

## Эксплуатация
Танки направили в Индию и базировались там до начала Второй мировой войны. Некоторые танки базировались на Дальнем Востоке. Использовался для тренировок экипажей.
Но, отдельные танки приняли участие в боевых действиях Второй мировой войны в Египте. О боевых потерях лёгких танков Mk.III сведений нет, известно только то, что к середине 1941 года исправных танков не осталось.